# جائزة الشيخ ماجد بن محمد لنجوم الموسم

شعار جائزة الشيخ ماجد بن محمد لنجوم الموسم

جائزة الشيخ ماجد بن محمد لنجوم الموسم هي جائزة كرة قدم تمنح الجائزة سنويا لنجوم موسم الدوري الإماراتي، فهي مبادرة من الشيخ ماجد بن محمد بن راشد أل مكتوم. و يتم التصويت من قبل ترشيح اللجنة 40% من مجموع الأصوات التي تحدد الفائزين فيما يمثل رأي الجمهور 60% من الأصوات.

## تفاصيل الجائزة
تمنح لأفضل لاعب مواطن ويحصل على 200 ألف درهم وسيارة فاخرة وأفضل لاعب أجنبي وحارس ولاعب ناشئ بواقع 100 ألف درهم وكأس لكل فائز، كما يحصل على نفس القيمة أفضل مدرب مواطن وأفضل مدرب عام وأفضل إداري وحكم وأفضل جمهور.
كما يحصل على 100 ألف درهم وكأس التفوق من يختاره سمو الشيخ ماجد لجائزة التميز الخاصة، وقد تكون لأفضل عمل إعلامي أو إداري أو غيره من عناصر المنظومة الكروية.

## الفائزون

### هداف الدوري
| هداف الدوري 2009 | هداف الدوري 2009 | هداف الدوري 2009 | هداف الدوري 2009 | هداف الدوري 2009 |
| الترتيب          | المركز           | اللاعب           | النادي           |                  |
| ---------------- | ---------------- | ---------------- | ---------------- | ---------------- |
| 1                | مهاجم            | محمد عمر         | النصر            |                  |

### أفضل لاعب إماراتي
| أفضل لاعب إماراتي 2008 | أفضل لاعب إماراتي 2008 | أفضل لاعب إماراتي 2008 | أفضل لاعب إماراتي 2008 | أفضل لاعب إماراتي 2008 |
| الترتيب                | المركز                 | اللاعب                 | النادي                 |                        |
| ---------------------- | ---------------------- | ---------------------- | ---------------------- | ---------------------- |
| 1                      | مهاجم                  | فيصل خليل              | الأهلي                 |                        |

| أفضل لاعب إماراتي 2009 | أفضل لاعب إماراتي 2009 | أفضل لاعب إماراتي 2009 | أفضل لاعب إماراتي 2009 | أفضل لاعب إماراتي 2009 |
| الترتيب                | المركز                 | اللاعب                 | النادي                 |                        |
| ---------------------- | ---------------------- | ---------------------- | ---------------------- | ---------------------- |
| 1                      | مهاجم                  | إسماعيل الحمادي        | الأهلي                 |                        |

### أفضل لاعب أجنبي
| أفضل لاعب أجنبي 2008 | أفضل لاعب أجنبي 2008 | أفضل لاعب أجنبي 2008 | أفضل لاعب أجنبي 2008 | أفضل لاعب أجنبي 2008 |
| الترتيب              | المركز               | اللاعب               | النادي               |                      |
| -------------------- | -------------------- | -------------------- | -------------------- | -------------------- |
| 1                    | لاعب وسط             | مهرزاد معدنجي        | النصر                |                      |

| أفضل لاعب أجنبي 2009 | أفضل لاعب أجنبي 2009 | أفضل لاعب أجنبي 2009 | أفضل لاعب أجنبي 2009 | أفضل لاعب أجنبي 2009 |
| الترتيب              | المركز               | اللاعب               | النادي               |                      |
| -------------------- | -------------------- | -------------------- | -------------------- | -------------------- |
| 1                    | لاعب وسط             | خورخي فالديفيا       | العين                |                      |

### أفضل لاعب صاعد
| أفضل لاعب صاعد 2008 | أفضل لاعب صاعد 2008 | أفضل لاعب صاعد 2008 | أفضل لاعب صاعد 2008 | أفضل لاعب صاعد 2008 |
| الترتيب             | المركز              | اللاعب              | النادي              |                     |
| ------------------- | ------------------- | ------------------- | ------------------- | ------------------- |
| 1                   | مهاجم               | إسماعيل الحمادي     | الأهلي              |                     |

| أفضل لاعب صاعد 2009 | أفضل لاعب صاعد 2009 | أفضل لاعب صاعد 2009 | أفضل لاعب صاعد 2009 | أفضل لاعب صاعد 2009 |
| الترتيب             | المركز              | اللاعب              | النادي              |                     |
| ------------------- | ------------------- | ------------------- | ------------------- | ------------------- |
| 1                   | لاعب وسط            | سلطان برغش          | الجزيرة             |                     |

### أفضل حارس مرمى
| أفضل حارس مرمى 2008 | أفضل حارس مرمى 2008 | أفضل حارس مرمى 2008 | أفضل حارس مرمى 2008 | أفضل حارس مرمى 2008 |
| الترتيب             | المركز              | اللاعب              | النادي              |                     |
| ------------------- | ------------------- | ------------------- | ------------------- | ------------------- |
| 1                   | حارس                | عبيد الطويلة        | الأهلي              |                     |

| أفضل حارس مرمى 2009 | أفضل حارس مرمى 2009 | أفضل حارس مرمى 2009 | أفضل حارس مرمى 2009 | أفضل حارس مرمى 2009 |
| الترتيب             | المركز              | اللاعب              | النادي              |                     |
| ------------------- | ------------------- | ------------------- | ------------------- | ------------------- |
| 1                   | حارس                | علي خصيف            | الجزيرة             |                     |

### أفضل مدرب
| أفضل مدرب 2008 | أفضل مدرب 2008 | أفضل مدرب 2008 | أفضل مدرب 2008 | أفضل مدرب 2008 |
| الترتيب        | المركز         | المدرب         | النادي         |                |
| -------------- | -------------- | -------------- | -------------- | -------------- |
| 1              | مدرب           | أنطونيو سيريزو | الشباب         |                |

| أفضل مدرب 2009 | أفضل مدرب 2009 | أفضل مدرب 2009 | أفضل مدرب 2009 | أفضل مدرب 2009 |
| الترتيب        | المركز         | المدرب         | النادي         |                |
| -------------- | -------------- | -------------- | -------------- | -------------- |
| 1              | مدرب           | إيفان هاسيك    | الأهلي         |                |

### أفضل إداري
| أفضل إداري 2008 | أفضل إداري 2008 | أفضل إداري 2008 | أفضل إداري 2008 | أفضل إداري 2008 |
| الترتيب         | المركز          | الاسم           | النادي          |                 |
| --------------- | --------------- | --------------- | --------------- | --------------- |
| 1               | مدير            | عبيد هبيطة      | الشباب          |                 |

| أفضل إداري 2009 | أفضل إداري 2009 | أفضل إداري 2009 | أفضل إداري 2009 | أفضل إداري 2009 |
| الترتيب         | المركز          | الاسم           | النادي          |                 |
| --------------- | --------------- | --------------- | --------------- | --------------- |
| 1               | مدير            | محمد احمد حمدون | الأهلي          |                 |

### أفضل حكم
| 1 | حكم | محمد عمر |

| 1 | حكم | فريد علي |

### أفضل حكم مساعد
| 1 | حكم | عيسى درويش |

### أفضل جمهور
| أفضل جمهور 2008 | أفضل جمهور 2008 | أفضل جمهور 2008    | أفضل جمهور 2008 | أفضل جمهور 2008 |
| الترتيب         | المركز          | الاسم              | النادي          |                 |
| --------------- | --------------- | ------------------ | --------------- | --------------- |
| 1               | جمهور           | جمهور نادي الشارقة | الشارقة         |                 |

## وصلات خارجية
جائزة الشيخ ماجد بن محمد لنجوم الموسم